# LINDEN
LINDEN（リンデン）は、日本の作詞家、ボーカリスト、映画ライター。新潟県新潟市中央区出身、魚座A型。F.M.F 所属作家。

## 略歴
出生地の新潟市在住時にバンドのボーカルとしてのテレビ出演、ディナーショーでの歌唱等を経たのち、1997年に上京。しばらく仮歌の仕事をしていたところ、初めて参加した作詞のコンペで採用となり1999年に作詞家デビュー。その後も仮歌、作詞、ボーカル、コーラスの活動を続ける。
2007年結成の宅録シューゲイザーユニット Purple Bloom（パープルブルーム）では、ボーカルとして作詞・作曲・コーラスアレンジ等を担当。ChapterhouseやFleeting Joys、Airiel、astrobrite等の海外シューゲイザー系アーティストらから称賛コメントが届くようになる。2009年にTOKYO FM×マイスペース×ユニバーサルミュージック主催のオーディションに合格したことにより、2010年にユニバーサルミュージックから楽曲『hyades』が収録されたコンピレーションアルバムが発売される。2011年にはセルフタイトルの1stアルバムを、ユニット同名のインディペンデントレーベルを立ち上げて発売。アートワーク、デザインも手がける。
映画ライターとしての活動のきっかけは、映画の感想を自身のウェブサイトに掲載していたところ、雑誌の編集者から声かけがあったことである。林田久美子の筆名で、紙媒体やウェブ媒体等に寄稿を行う。
著書に、正しいビブラートとビブラート“的なもの”の違い等を記した音楽教則本『歌も作詞も機材も！ ゼロからのヴォーカル本』がある。
2019年以降、新潟ジャズストリートに出演。

## 作品歴

### 音楽作品
| リリース日            | 担当                                               | 曲タイトル                               | アーティスト                                                        | 他クレジット                              | 収録タイトル | 詳細 | メーカー                                           |
| --------------------- | -------------------------------------------------- | ---------------------------------------- | ------------------------------------------------------------------- | ----------------------------------------- | --- | --- | -------------------------------------------------- |
| 1999/3/5              | 作詞                                               | 雨ノサヨナラ                             | 栗林みえ                                                            |                                           | アルバム『OK！ OK！！』 | | キングレコード                                     |
| 1999/6/25             | 作詞                                               | Magic！                                  | 飯塚雅弓                                                            |                                           | シングル『love letter』(C/W) | カプコンゲーム ロックマンDASHシリーズ 「トロンにコブン」CMソング                                                  | パイオニアLDC                                      |
| 1999/12/15            | 作詞(合作)                                         | なかなおりしましょ                       | トライアングルセッション’99 (飯塚雅弓、山本麻里安、榎本温子)        |                                           | アルバム『トライアングル・セッション’99 セッション1』 | 文化放送「トライアングル・セッション ’99」 ボーカルミニアルバム                                                   | マリンエンタテイメント                             |
| 2000/2/23             | 作詞・コーラス                                     | Eternal                                  | トラチョコ・ダンスパーティー (氷上恭子、ヒロノブ影山"影山ヒロノブ") |                                           | アルバム『HOI HOI HAPPY！』 | ANB系アニメ「トラブルチョコレート」 イメージ・アルバム第2弾                                                       | エイベックス・トラックス                           |
| 2000/2/23             | コーラス                                           | I・KE・NI・E                             | トラチョコ・ダンスパーティー                                        |                                           | アルバム『HOI HOI HAPPY！』 | ANB系アニメ「トラブルチョコレート」 イメージ・アルバム第2弾                                                       | エイベックス・トラックス                           |
| 2000/3/23             | 作詞・コーラス                                     | true light                               | トライアングルセッション’99 (飯塚雅弓、山本麻里安、榎本温子)        |                                           | アルバム『トライアングル・セッション’99 セッション2』 | 文化放送「トライアングル・セッション ’99」 ボーカルミニアルバム第2弾                                              | マリンエンタテイメント                             |
| 2000/4/12             | 作詞                                               | Cupid                                    | トラブルチョコレート (氷上恭子)                                     |                                           | アルバム『だって女の子だモン！』 | ANB系アニメ「トラブルチョコレート」 イメージ・アルバム                                                            | エイベックス・トラックス                           |
| 2000/4/12             | 作詞                                               | 消えずにいて…                            | トラブルチョコレート (大谷育江)                                     |                                           | アルバム『だって女の子だモン！』 | ANB系アニメ「トラブルチョコレート」 イメージ・アルバム                                                            | エイベックス・トラックス                           |
| 2000/5/24             | 作詞                                               | とぼうよ！                               | 飯塚雅弓                                                            | 作曲・編曲：松岡モトキ                    | シングル『My wish』(C/W) | | パイオニアLDC                                      |
| 2000/8/23             | 作詞                                               | Pastel                                   | 飯塚雅弓                                                            | 作曲・編曲：松岡モトキ                    | アルバム『AERIS』 | | パイオニアLDC                                      |
| 2006/4/～             | ボーカル                                           |                                          |                                                                     |                                           | | テレビ東京系アニメ「スパイダーライダーズ」劇伴                                                                    |                                                    |
| 2006/4/20             | ボーカル                                           | 青空の彼方へ ～Greensleevesより～        | 廣樹輝一                                                            |                                           | アルバム『QUILT CLOVER’S JAZZ』 | CLOVER PCゲーム「きると」アレンジアルバム                                                                         | ミュージックボート                                 |
| 2006/8                | ボーカル                                           |                                          | 松井誠                                                              |                                           | | 明治座特別公演・第三部 「女形特別ショー」 舞台音楽                                                                |                                                    |
| 2006/12/6             | ボーカル・作詞・作曲(合作)                         | 君への羽根、飛びたつ祈り                 | Linden                                                              |                                           | 配信EP『fluorite』 | |                                                    |
| 2006/12/6             | ボーカル・作詞・作曲(合作)                         | 薔薇                                     | Linden                                                              |                                           | 配信EP『fluorite』 | |                                                    |
| 2006/12/6             | ボーカル・作詞・作曲(合作)                         | E                                        | Linden                                                              |                                           | 配信EP『fluorite』 | |                                                    |
| 2007                  | ボーカル                                           |                                          | 松井誠                                                              |                                           | | 「2007 松井誠 全国ツアー」舞台音楽                                                                                |                                                    |
| 2007/10/24            | 作詞                                               | Meteoric Shower                          | 星川瑠歌                                                            | (筆名：花音凛)                            | アルバム『ほしフル ～星藤学園天文同好会～』 | ゲーム「ほしフル-星藤学園天文同好会-」 オリジナル・サウンド・トラック                                             | ランティス                                         |
| 2007/10/24            | 作詞                                               | Starry Heavens                           | 鈴木流史                                                            | (筆名：花音凛)                            | アルバム『ほしフル ～星藤学園天文同好会～』 | ゲーム「ほしフル-星藤学園天文同好会-」 オリジナル・サウンド・トラック                                             | ランティス                                         |
| 2008/2/6              | 作詞                                               | Interlude                                | miray、HOTTIE CAT                                                   |                                           | アルバム『Summer for Life』 | | Rhythm REPUBLIC                                    |
| 2008/8/6              | 作詞(合作)                                         | Summer Time！                            | miray                                                               | 作詞：miray、LINDEN                       | 配信シングル『Summer Time! ~NATSUMIKANロッキューMIX ~Exclusive』                                                                                                | | avex entertainment                                 |
| 2008/8/13             | 作詞(合作)                                         | Heavenly Sweet                           | 稲森寿世                                                            | 作詞：hisayo、LINDEN 作曲・編曲：冨田恵一 | シングル『Heavenly Sweet』 | 「日テレ海の家@seazoo 2008」 イメージソング                                                                       | エイベックス・エンタテインメント                   |
| 2009/2/18             | 作詞                                               | I love my way                            | 相川七瀬                                                            | 作曲：JUON (from FUZZY CONTROL)           | アルバム『REBORN』 | | エイベックス・マーケティング                       |
| 2009/2/18             | 作詞                                               | Dark & Bright                            | 相川七瀬                                                            | 作曲・編曲：Shin Murohime                 | アルバム『REBORN』 | |                                                    |
| 2009/11/25            | 作詞                                               | SKY                                      | 阿散井恋次 with 蛇尾丸 (伊藤健太郎、斎賀みつき、真田アサミ)         |                                           | シングル『BLEACH BREATHLESS COLLECTION:03』 | アニメ「BLEACH」キャラクター・ソング                                                                              | アニプレックス                                     |
| 2009/11/25            | 作詞                                               | WONDERFUL                                | 阿散井恋次 with 蛇尾丸 (伊藤健太郎、斎賀みつき、真田アサミ)         |                                           | シングル『BLEACH BREATHLESS COLLECTION:03』 (C/W) | アニメ「BLEACH」キャラクター・ソング                                                                              | アニプレックス                                     |
| 2010/1/22             | 作詞                                               | MACHINE DOLL                             | 原田ひとみ                                                          | 作曲・編曲：とくP                         | シングル「『機巧少女は傷つかない』プロローグEP」 | MF文庫Jライトノベル「機巧少女は傷つかない」 イメージソング                                                        | メディアファクトリー                               |
| ①2010/2/3・②2011/9/14 | ボーカル・作詞・作曲(合作)・コーラスアレンジ       | hyades                                   | Purple Bloom                                                        | 作曲：Tsuyoshi、Linden                    | ①コンピレーション・アルバム 『デリシャスコンピ～LOVE～』・②アルバム 『Purple Bloom』                                                                            | ①TOKYO FM×マイスペース×ユニバーサルミュージック主催 オーディション合格によるリリース                              | ①Universal Music LLC・②Purple Bloom                |
| 2010/3/30             | 作詞                                               | Jupiter                                  | Dualis                                                              |                                           | アルバム『Dualissimo vol.2』 | | DualisMusic                                        |
| 2010/7                | 作詞                                               | Let’s Save The World                     | 影山ヒロノブ                                                        | 作曲：末廣健一郎                          | | 「CR REIDEEN」 イメージソング (ROUND BGM)                                                                         | 高尾                                               |
| 2010/11/15            | ボーカル・作詞・作曲                               | Halo (Allergy To Consciousness Versions) | Linden                                                              |                                           | 配信EP『Halo (Allergy To Consciousness Versions)』 | | EnT-T (イスラエル)                                 |
| 2010/11/20            | 作詞                                               | Möbius                                   | 原田ひとみ                                                          | 作曲・編曲：とくP                         | 文庫『機巧少女は傷つかない4』 CD(Side-A)付き特装版 | MF文庫Jライトノベル「機巧少女は傷つかない 4」 イメージソング                                                      | メディアファクトリー                               |
| ①2011/5/25 ②2011/9/14 | ボーカル・コーラスアレンジ                         | Kisses Bloomed                           | Purple Bloom                                                        | 作詞・作曲：Tsuyoshi                      | ①コンピレーション・アルバム 『Rock Back for Japan Vol. 1』・②アルバム『Purple Bloom』                                                                           | ①アメリカ発、東日本大震災復興支援 シューゲイザーアルバム 1曲目収録 (元Curve の Dean Garcia による SPC ECO も参加) | ①Patetico Recordings (アメリカ)・②Purple Bloom     |
| 2011/9/14             | ボーカル・作詞・作曲(合作)・コーラスアレンジ       | El Dorado                                | Purple Bloom                                                        | 作曲：Tsuyoshi、Linden                    | アルバム『Purple Bloom』 | | Purple Bloom                                       |
| 2011/9/14             | ボーカル・作詞・作曲(合作)・コーラスアレンジ       | Leanan Sidhe                             | Purple Bloom                                                        | 作曲：Tsuyoshi、Linden                    | アルバム『Purple Bloom』 | | Purple Bloom                                       |
| 2011/9/14             | ボーカル・作詞・作曲(合作)・コーラスアレンジ       | Lucid Dream                              | Purple Bloom                                                        | 作曲：Tsuyoshi、Linden                    | アルバム『Purple Bloom』 | | Purple Bloom                                       |
| ①2011/9/14・②2012/7   | ボーカル・作詞(合作)・作曲(合作)・コーラスアレンジ | Star Is Mine                             | Purple Bloom                                                        | 作詞・作曲：Tsuyoshi、Linden              | ①コンピレーション・アルバム 『The Sun Rises In The East』・②アルバム『Purple Bloom』                                                                            | FRED PERRY×Myspace主催 『WHY?』キャンペーン コンテスト (審査員：高橋幸宏) 優秀作品                                | ①Shiny Happy Records (インドネシア)・②Purple Bloom |
| 2011/9/14             | ボーカル・作詞・作曲(合作)・コーラスアレンジ       | Butterfly's Sorrow                       | Purple Bloom                                                        | 作曲：Tsuyoshi、Linden                    | アルバム『Purple Bloom』 | | Purple Bloom                                       |
| 2011/10～             | 作詞                                               | Hush-Hush                                | CANDY Girls                                                         | 作曲：滝川メグ                            | | 独立局系テレビ番組「温泉女子」 テーマソング                                                                       |                                                    |
| 2012/10/24            | ボーカル                                           | WANDERING BIRDS                          | Astrobrite                                                          |                                           | アルバム『ALL THE STARS WILL FALL』 | | VINYL JUNKIE                                       |
| 2012/10/24            | ボーカル                                           | TILL THE STARS FALL FROM THE SKY         | Astrobrite                                                          |                                           | アルバム『ALL THE STARS WILL FALL』 | | VINYL JUNKIE                                       |
| 2012/11/21            | 作詞                                               | 魂チェンジ！                             | SHU-I                                                               | 作曲：Yoshinao Shimizu                    | シングル『大逆転』(C/W) | | avex trax                                          |
| 2012/12/5             | 作詞                                               | 玉響~TAMAYURA~                           | 隅桂一郎                                                            | 作曲：小松健祐                            | アルバム『玉響~TAMAYURA~』 | | cozee records                                      |
| 2013/11/6             | 作詞                                               | Anicca                                   | 原田ひとみ                                                          | 作曲・編曲：とく                          | シングル『Anicca』 | AT-X他放映TVアニメ「機巧少女は傷つかない」 オープニングテーマ                                                     | メディアファクトリー                               |
| 2013/11/6             | 作詞                                               | Burnt Red                                | 原田ひとみ                                                          | 作曲・編曲：とく                          | シングル『Anicca』(C/W) | 公式アプリ「機巧少女は傷つかない Facing “Burnt Red”」 テーマソング                                                | メディアファクトリー                               |
| 2014/7/23             | 作詞                                               | 共鳴のTrue Force                         | 原田ひとみ                                                          | 作曲・編曲：井内舞子                      | シングル『共鳴のTrue Force』 | AT-X他放映TVアニメ「精霊使いの剣舞」 オープニングテーマ                                                           | メディアファクトリー                               |
| 2014/11/26            | 作詞                                               | Schwarzer Bogen                          | 原田ひとみ                                                          | 作曲：片山修志 (Team-MAX)                 | シングル『Schwarzer Bogen』 | AT-X他放映TVアニメ「魔弾の王と戦姫」 エンディングテーマ                                                           | メディアファクトリー                               |
| 2014/11/26            | 作詞                                               | Daydream Duel                            | 原田ひとみ                                                          | 作曲・編曲：井内舞子(I've sound)          | シングル『Schwarzer Bogen』 (C/W) | スマホゲーム「精霊使いの剣舞 ~DayDreamDuel~」 イメージソング                                                      | メディアファクトリー                               |
| 2014/11/26            | 作詞(合作)                                         | Are You Ready?                           | LAGOON                                                              | 作詞：MIORI、LINDEN 作曲：工藤嶺          | シングル『君の待つ世界』(C/W) | 作詞合作のMIORIは瀧本美織                                                                                         | SMR                                                |
| 2015/2/4              | 作詞                                               | Velvet Crow                              | 原田ひとみ                                                          | 作曲・編曲：井内舞子(I've sound)          | アルバム『glänzend』 | | メディアファクトリー                               |
| 2015/9/30             | 作詞                                               | Freedom                                  | 葛城ユキ                                                            | 作曲：奥井康介                            | 配信シングル『Freedom』 | 内野聖陽 主演映画「罪の余白」 挿入歌                                                                              | ARUTEMATE                                          |
| 2020/10/30            | 作詞                                               | 終わらないリズム                         | 茶太                                                                | 作曲・編曲：岩嵜壮志                      | ・ゲーム『まいてつ Last Run!!』 ・アルバム『まいてつ Last Run!! Vocal Complete Album』 ・アルバム『まいてつ Last Run!! VTuber Cover Selection』(歌：舞鶴よかと) | ゲーム「まいてつ Last Run!!」 "仲国ルート" エンディングテーマ                                                     | Lose                                               |
| 2021/6/16             | 作詞                                               | 「Acacia」ft. 中島愛                     | toku                                                                | 作曲・編曲：toku                          | アルバム『bouquet』 | | ポニーキャニオン                                   |
| 2021/6/16             | 作詞                                               | 「青い薔薇」ft. 鈴木このみ               | toku                                                                | 作曲・編曲：toku                          | アルバム『bouquet』 | ポニーキャニオン                                                                                                  |                                                    |
| 2021/6/16             | 作詞                                               | 「Antheia」ft. 竹達彩奈                  | toku                                                                | 作曲・編曲：toku                          | アルバム『bouquet』 | ポニーキャニオン                                                                                                  |                                                    |
| 2021/6/16             | 作詞                                               | 「君影草」ft. 三森すずこ                 | toku                                                                | 作曲・編曲：toku                          | アルバム『bouquet』 | ポニーキャニオン                                                                                                  |                                                    |

### 執筆作品
- 2006/6～現在[10]、Webマガジン「asobist.com」にて映画レビュー掲載 (名義：林田久美子)[3][9]
- 2014/10/30発売、音楽教則本『歌も作詞も機材も！ ゼロからのヴォーカル本』(自由現代社)[11][12]

## 出演歴
- 2019/6/29、「癒しナイト～Vol.1／幻想エレギ＆エアリーボイス→パラダイムギフトのジャジーナイト」パラダイムギフトとしてボーカル出演、立川市・石花カフェにて[15]
- 2019年以降、「新潟ジャズストリート」パラダイムギフトとしてボーカル出演、新潟市中央区・Salixにて[13][14]